# Oxypoda canadensis
Oxypoda canadensis är en skalbaggsart som beskrevs av Klimaszewski in Klimaszewski, Pelletier, Germain, Work och Hébert 2006. Oxypoda canadensis ingår i släktet Oxypoda och familjen kortvingar. Inga underarter finns listade i Catalogue of Life.